# Bakary Gassama
Bakary Gassama (1979. február 10. –) gambiai nemzetközi labdarúgó-játékvezető.

## Pályafutása

### Nemzeti játékvezetés
Pályafutása során az I. Liga játékvezetője lett.

### Nemzetközi játékvezetés
A Gambiai labdarúgó-szövetség Játékvezető Bizottsága (JB) terjesztette fel nemzetközi játékvezetőnek, a Nemzetközi Labdarúgó-szövetség (FIFA) 2007-től tartja nyilván bírói keretében. A FIFA JB központi nyelvei közül a angolt beszéli. Több nemzetek közötti válogatott és klubmérkőzést vezetett, vagy működő társának 4. bíróként segített.

#### Labdarúgó-világbajnokság

##### U20-as labdarúgó-világbajnokság
Törökország rendezte a 2013-as U20-as labdarúgó-világbajnokságot, ahol a FIFA JB játékvezetőként alkalmazta.

###### 2013-as U20-as labdarúgó-világbajnokság
| Időpont          | Helyszín                           | Mérkőzés típusa          | Mérkőzés                                | Eredmény | Nézők száma |
| ---------------- | ---------------------------------- | ------------------------ | --------------------------------------- | -------- | ----------- |
| 2013. június 21. | Türk Telekom Stadion, Isztambul    | előselejtező (A csoport) | Amerikai Egyesült Államok–Spanyolország | 1 – 4    | 4133        |
| 2013. június 21. | Hüseyin Avni Aker Stadion, Trabzon | előselejtező (D csoport) | Görögország–Paraguay                    | 1 – 1    | 11 826      |

---
A világbajnoki döntőhöz vezető úton Brazíliába a XX., a 2014-es labdarúgó-világbajnokságra a FIFA JB bíróként alkalmazza. 2012-ben a FIFA JB bejelentette, hogy a brazil labdarúgó-világbajnokság lehetséges játékvezetőinek átmeneti listájára jelölte. A kiválasztottak mindegyike részt vett több szakmai szemináriumon. A FIFA JB 25 bírót és segítőiket, valamint kilenc tartalék bírót és melléjük egy-egy asszisztenst nevezett meg. A végleges listát különböző technikai, fizikai, pszichológiai és egészségügyi tesztek teljesítése, valamint  különböző erősségű összecsapásokon mutatott teljesítmények alapján állították össze.

##### Selejtező mérkőzés
| Időpont             | Helyszín                        | Mérkőzés típusa                      | Mérkőzés                      | Eredmény | Nézők száma |
| ------------------- | ------------------------------- | ------------------------------------ | ----------------------------- | -------- | ----------- |
| 2012. június 2.     | Mustapha Tchaker Stadion, Blida | előselejtező (2. forduló; H csoport) | Algéria–Ruanda                | 4 : 0    | 20 000      |
| 2013. március 23.   | Municipal Stadion, Pointe-Noire | előselejtező (2. forduló; E csoport) | Kongó–Gabon                   | 1 – 0    | 13 000      |
| 2013. június 9.     | Nemzeti Stadion, Harare         | előselejtező (2. forduló; G csoport) | Zimbabwe–Egyiptom             | 2 – 4    | 40 000      |
| 2013. szeptember 7. | Városi Stadion, Radès           | előselejtező (2. forduló; B csoport) | Tunézia–Zöld-foki Köztársaság | 0 – 2    | 9000        |
| 2013. november 16.  | U. J. Esuene Stadion, Calabar   | rájátszás (2. mérkőzés)              | Nigéria–Etiópia               | 2 – 0    | 8000        |

##### Világbajnoki mérkőzés
| Időpont          | Helyszín                       | Mérkőzés típusa              | Mérkőzés        | Eredmény | Nézők száma |
| ---------------- | ------------------------------ | ---------------------------- | --------------- | -------- | ----------- |
| 2014. június 23. | Corinthians Stadion, São Paulo | csoportmérkőzés (B. csoport) | Hollandia–Chile | 2 – 0    | 62 996      |

#### Afrikai nemzetek kupája
Egyenlítői-Guinea és Gabon a 28., a 2012-es afrikai nemzetek kupája, Dél-Afrika a 29., a 2013-as afrikai nemzetek kupája, Egyenlítői-Guinea a 30., 2015-ös afrikai nemzetek kupája nemzetközi labdarúgó tornát rendezte, ahol a CAF JB játékvezetőként foglalkoztatta.

##### 2012-es afrikai nemzetek kupája
A labdarúgó torna legjobb játékvezetője címet érdemelte ki.

###### Selejtező mérkőzés
| Időpont           | Helyszín                    | Mérkőzés típusa          | Mérkőzés         | Eredmény |
| ----------------- | --------------------------- | ------------------------ | ---------------- | -------- |
| 2010. október 10. | Június 11. Stadion, Tripoli | előselejtező (C csoport) | Líbia–Zambia     | 1 : 0    |
| 2011. március 26. | Március 26. Stadion, Bamako | előselejtező (A csoport) | Mali–Zimbabwe    | 1 : 0    |
| 2011. október 9.  | Városi Stadion, Marrákes    | előselejtező (D csoport) | Marokkó–Tanzánia | 3 : 1    |

###### Afrikai Nemzetek Kupája mérkőzés
| Időpont          | Helyszín                       | Mérkőzés típusa             | Mérkőzés      | Eredmény |
| ---------------- | ------------------------------ | --------------------------- | ------------- | -------- |
| 2012. január 27. | d'Angondjé Stadion, Libreville | csoportmérkőzés (C csoport) | Gabon–Marokkó | 3 : 2    |
| 2012. február 4. | Központi Stadion, Bata         | egyik negyeddöntő           | Zambia–Szudán | 3 : 0    |

##### 2013-as afrikai nemzetek kupája

###### Selejtező mérkőzés
| Időpont             | Helyszín                               | Mérkőzés típusa           | Mérkőzés                               | Eredmény |
| ------------------- | -------------------------------------- | ------------------------- | -------------------------------------- | -------- |
| 2012. február 29.   | Szeptember 24. Stadion, Bissau         | előselejtező (1. forduló) | Guinea-Bissau–Kamerun                  | 0 – 1    |
| 2012. június 17.    | l'Amitié Stadion, Cotonou              | előselejtező (1. forduló) | Benin–Etiópia                          | 1 – 1    |
| 2012. szeptember 8. | Barthelemy Boganda Stadion, Bangui     | előselejtező (2. forduló) | Közép-afrikai Köztársaság–Burkina Fasó | 1 – 0    |
| 2012. október 14.   | Général Seyni Kountché Stadion, Niamey | előselejtező (2. forduló) | Niger–Guinea                           | 0 – 3    |

###### Afrikai Nemzetek Kupája mérkőzés
| Időpont          | Helyszín                           | Mérkőzés típusa              | Mérkőzés                        | Eredmény | Nézők száma |
| ---------------- | ---------------------------------- | ---------------------------- | ------------------------------- | -------- | ----------- |
| 2013. január 22. | Royal Bafokeng Stadion, Rustenburg | csoportmérkőzés (D. csoport) | Tunézia–Algéria                 | 1 – 0    | 8000        |
| 2013. január 27. | Moses Mabhida Stadion, Durban      | csoportmérkőzés (A. csoport) | Marokkó–Dél-afrikai Köztársaság | 2 – 2    | 45 000      |
| 2013. február 6. | Moses Mabhida Stadion, Durban      | egyik elődöntő               | Mali–Nigéria                    | 1 – 4    | 54 000      |

##### 2015-ös afrikai nemzetek kupája

###### Selejtező mérkőzés
| Időpont              | Helyszín                               | Mérkőzés típusa          | Mérkőzés                                         | Eredmény |
| -------------------- | -------------------------------------- | ------------------------ | ------------------------------------------------ | -------- |
| 2014. szeptember 10. | Június 30. Stadion, Kairó              | előselejtező (G csoport) | Egyiptom–Tunézia                                 | 0 – 1    |
| 2014. október 15.    | Félix Houphouët-BoignyStadion, Abidjan | előselejtező (D csoport) | Elefántcsontpart–Kongói Demokratikus Köztársaság | 3 – 4    |
| 2014. november 19.   | Városi Stadion, Tamale                 | előselejtező (E csoport) | Ghána–Togo                                       | 3 – 1    |

###### Afrikai Nemzetek Kupája mérkőzés
| Időpont          | Helyszín               | Mérkőzés típusa              | Mérkőzés                                | Eredmény | Nézők száma |
| ---------------- | ---------------------- | ---------------------------- | --------------------------------------- | -------- | ----------- |
| 2015. január 17. | Városi Stadion, Bata   | csoportmérkőzés (A. csoport) | Egyenlítői-Guinea–Kongó                 | 1 – 1    | 40 245      |
| 2015. január 26. | Városi Stadion, Bata   | csoportmérkőzés (B. csoport) | Kongói Demokratikus Köztársaság–Tunézia | 1 – 1    | 11 463      |
| 2015. február 1. | Városi Stadion, Malabo | egyik negyeddöntő            | Elefántcsontpart–Algéria                | 3 – 1    | 15 000      |
| 2015. február 8. | Városi Stadion, Bata   | döntő                        | Elefántcsontpart–Ghána                  | 0 – 0    | 38 000      |

#### Afrikai nemzetek bajnoksága
Az Afrikai Labdarúgó-szövetség (CAF) által 2009-ben útjára indított új labdarúgó torna. Szudán 2011-ben a 2. tornát rendezte, ahol a CAF JB bírói szolgálatra alkalmazta.
| Időpont           | Helyszín                    | Mérkőzés típusa          | Mérkőzés       | Eredmény |
| ----------------- | --------------------------- | ------------------------ | -------------- | -------- |
| 2011. február 11. | Városi Stadion, Port Szudán | előselejtező (D csoport) | Ruanda–Tunézia | 1 – 3    |

#### Olimpiai játékok
Angliába rendezik a XXX., a 2012. évi nyári olimpiai játékok labdarúgó tornáját, ahova a FIFA JB bírói szolgálatra hívta meg.

##### 2012. évi nyári olimpiai játékok
| Időpont            | Helyszín                                     | Mérkőzés típusa             | Mérkőzés                   | Eredmény | Nézők száma |
| ------------------ | -------------------------------------------- | --------------------------- | -------------------------- | -------- | ----------- |
| 2012. július 26.   | Ricoh Stadion, Coventry                      | csoportmérkőzés (C csoport) | Fehéroroszország–Új-Zéland | 1 : 0    | 14 457      |
| 2012. augusztus 1. | St. James’ Park Stadion, Newcastle upon Tyne | csoportmérkőzés (C csoport) | Brazília–Új-Zéland         | 3 : 0    | 25 201      |

#### Nemzetközi kupamérkőzések
Vezetett Kupa-döntők száma: 1.

##### CAF Szuperkupa
| Időpont           | Helyszín                         | Mérkőzés típusa | Mérkőzés                                             | Eredmény |
| ----------------- | -------------------------------- | --------------- | ---------------------------------------------------- | -------- |
| 2013. február 23. | Borg El Arab Stadion, Alexandria | döntő           | al-Ahly (egyiptomi)–AC Léopards (Kongói Köztársaság) | 2 – 1    |

##### CAF-bajnokok ligája
| Időpont           | Helyszín                        | Mérkőzés típusa        | Mérkőzés              | Eredmény | Nézők száma |
| ----------------- | ------------------------------- | ---------------------- | --------------------- | -------- | ----------- |
| 2014. november 1. | Mustapha Tchaker Stadion, Blida | döntő második mérkőzés | ES Sétif–AS Vita Club | 1 – 1    | 35 000      |

##### FIFA-klubvilágbajnokság
Marokkó rendezte a 10., a 2013-as FIFA-klubvilágbajnokságot, ahol a FIFA JB hivatalnokként foglalkoztatta.
| Időpont            | Helyszín              | Mérkőzés típusa | Mérkőzés                                       | Eredmény | Nézők száma |
| ------------------ | --------------------- | --------------- | ---------------------------------------------- | -------- | ----------- |
| 2013. december 11. | Adrar Stadion, Agadir | selejtező       | Raja Casablanca–Auckland City FC (ausztrál)    | 2 – 1    | 34 875      |
| 2013. december 17. | Adrar Stadion, Agadir | egyik elődöntő  | Kuangcsou Evergrande (kinai)–FC Bayern München | 0 – 3    | 27 311      |

## Szakmai sikerek
2014-ben Afrika legjobb Játékvezetője címet kapta.